# Rory Cochrane
Rory Cochrane (* 28. únor 1972, Syracuse, New York, USA) je americký herec. Nejlépe je známý díky roli Tima Speedla v seriálu Kriminálka Miami.

## Životopis
Jedná se o třetí dítě skotsko-irského Američana a Indky. Dětství strávil v Grantchesteru v Anglii. Pak se vrátil do USA a studoval v New Yorku. Jeho první role byly dokudramatu o drogách Saturday Night with Connie Chung a v seriálu H.E.L.P.. Jeho filmovým debutem se stal Polibek před smrtí, první větší role obdržel ve filmu Vraždy na pobřeží. Hlavní role si zahrál ve filmech Omámení a zmatení a Na plný pecky, objevil se v Hartově válce. Účinkoval v 1. a 2. sérii seriálu Kriminálka Miami, v 6. sérii se objevil v halucinaci Erica Delka.

## Filmografie
| Rok             | Název                            | Role                 | Poznámky                   |
| --------------- | -------------------------------- | -------------------- | -------------------------- |
| 1990            | H.E.L.P.                         | dítě                 | díl: „Fire Down Below“     |
| 1991            | Polibek před smrtí               | Chico                |                            |
| 1992            | Vraždy na pobřeží                | Ed                   |                            |
| 1995            | Omámení a zmatení                | Ron Slater           |                            |
| 1994            | Láska a pětačtyřicítka           | Billy Mack Black     |                            |
| 1995            | The Low Life                     | John                 |                            |
| 1995            | Na plný pecky                    | Lucas                |                            |
| 1997            | Dogtown                          | Curtis Lusky         |                            |
| 1997            | Poslední don                     | Dante Clericuzio     | 3 díly                     |
| 1998            | The Adventures of Sebastian Cole | Chinatown            |                            |
| 1999            | Bezva polda                      | Pogo                 |                            |
| 1999            | Černá a bílá                     | Chris O'Brien        |                            |
| 2000            | Sunset Strip                     | Felix                |                            |
| 2000            | Super kšeft                      | Joel                 |                            |
| 2001            | Southlander                      | Chance               |                            |
| 2002            | Hartova válka                    | seržant Carl S. Webb |                            |
| 2002            | Kriminálka Las Vegas             | Tim Speedle          | díl: „Cross-Jurisdictions“ |
| 2002–2004, 2007 | Kriminálka Miami                 | Tim Speedle          | hlavní role, 50 dílů       |
| 2006            | Mraky nad L.A.                   | Brad                 |                            |
| 2006            | Temný obraz                      | Charles Freck        |                            |
| 2007            | The Company                      | Yevgeny Tsipin       | 6 dílů                     |
| 2009            | 24 hodin                         | Greg Seaton          | 7 dílů                     |
| 2009            | Veřejní nepřátelé                | agent Carter Baum    |                            |
| 2010            | Passion Play                     | Rickey               |                            |
| 2011            | Moje potrhlá máma                | Walt                 |                            |
| 2012            | Argo                             | Lee Schatz           |                            |
| 2013            | Nemocnice Parkland               | Earl Rose            |                            |
| 2014            | Oculus                           | Alan Russell         |                            |
| 2015            | Black Mass: Špinavá hra          | Stephen Flemmi       |                            |
| 2016            | Soy Nero                         | seržant McCloud      |                            |
| 2017            | The Most Hated Woman in America  | Gary Karr            |                            |
| 2017            | Nepřátelé                        | seržant Thomas Metz  |                            |
| 2018            | The Outsider                     | Anthony Panetti      |                            |
| 2018            | White Boy Rick                   | FBI agent Frank Byrd |                            |
| TBA             | Antlers                          | Dan Lecroy           |                            |